# Gladys Roy
Gladys Roy (geboren 1896 vermutlich in Minneapolis; gestorben am 15. August 1927 in Ohio) war eine US-amerikanische Wingwalkerin, Barnstormerin, Stuntfrau und Filmschauspielerin. Besonders bekannt war sie dafür, auf den Tragflächen eines fliegenden Flugzeugs den Charleston zu tanzen, sowie für das Foto eines Stunts, bei dem sie mit einem Stuntkollegen auf den Tragflächen eines in 3000 Fuß (ca. 914 m) Höhe fliegenden Flugzeugs Tennis spielte.

## Leben
Gladys Roy wurde als Gladys Smith im Jahr 1896 und vermutlich in Minneapolis geboren. Einige Quellen geben 1902 oder 1904 als ihr Geburtsjahr an, jedoch ist auf ihrem Grabstein 1896 angegeben.
Gladys Roy hatte zwei Schwestern und vier Brüder. Drei ihrer Brüder, Robert „Lee“, Charles „Les“, und Chadwick „Chad“ Smith waren Piloten und flogen für die Northwest Airlines. Kurz nachdem Gladys im Jahr 1921 die High School abgeschlossen hatte, nahm ihr Bruder Chadwick sie zu ihrem ersten Flug mit. Bei ihrem zweiten Flug machte sie ihren ersten Fallschirmsprung, was den Grundstein für ihre folgende Stuntkarriere legte. Sie selbst gab an, den Weltrekord für einen Fallschirmsprung aus der niedrigsten Höhe zu halten (angeblich aus 100 Fuß) und absolvierte Sprünge aus 17.000 Fuß (ca. 5,2 km) Höhe.
Nach einigen Fallschirmsprüngen begann sie mit hauptsächlich Wingwalking, wobei sie aus fliegenden Flugzeugen heraus auf deren Tragflächen kletterte, um dort Stunts vorzuführen, sowie mit Barnstorming (Stuntflüge wie beispielsweise Formationsflüge).
Im Jahr 1926 hatte sie während einer Staatsmesse einen größeren Unfall, als sie nicht weit über den Boden mit ihrem Fallschirm durch ein „Luftloch“ stürzte, hart auf dem Boden aufkam und sich die Hüfte verrenkte. Gegenüber der Los Angeles Times sagte sie im Mai 1926: „In letzter Zeit werden die Massen selbst meiner schwierigsten Stunts langsam müde und deshalb muss ich unbedingt neue erfinden, wenn ich meinen Ruf als Dare-devil behalten möchte. Irgendwann wird ein Unfall passieren und dann–“
Gladys Roy starb am 15. August 1927 in Ohio während eines Foto- und Dreharbeiten zu The Queen of Ohio Meets the Queen of the Air mit der „Miss Ohio 1926“, Evelyn Wilgus. Roy hatte darauf bestanden, die Flugzeugpropeller rotieren zu lassen, damit sie auf den Fotos nicht sichtbar sein würden. Nachdem die Fotos gemacht waren, stieg sie aus, vergaß die laufenden Rotoren und lief hinein. Sie wurde ins Krankenhaus gebracht, starb dort jedoch an den Folgen des Unfalls.
Nach dem Auftritt in Ohio hatte Roy eigentlich geplant, zusammen mit Lieutenant Delmar Snyder an einem Luftrennen zwischen New York und Rom teilzunehmen.
Sie war verheiratet mit Arthur J. Roy; sie hatten keine Kinder.

## Stunts
Roys bekanntester Stunt war das Tennisspielen auf den oberen Tragflächen eines fliegenden Doppeldeckers in 3000 Fuß (914 m) Höhe  über Los Angeles im Jahr 1925. Ihr Stuntpartner dabei war Ivan Unger, ebenfalls Barnstormer und Wingwalker und Mitglied der Stuntgruppe 13 Black Cats. Bei dem Flugzeug handelte es sich um eine Curtiss JN-4 „Jenny“, geflogen vom Piloten Jack Tomac. Das Flugzeug erreichte eine Höchstgeschwindigkeit von 121 km/h (75 mph). Obwohl dies für Flugzeuge recht langsam ist, wäre ein tatsächlicher Ballwechsel bei dieser Geschwindigkeit kaum möglich gewesen – die Zuschauer am Boden hätten das sowieso nicht sehen können. Sie spielten also nicht wirklich Tennis, sondern simulierten das Spiel nur ohne Ball. Entsprechend ist auf den Originalfotos kein Tennisball zu sehen, in einigen Zeitungen wurde jedoch ein Bild mit nachträglich eingefügtem Ball veröffentlicht.

## Shows und Film
Ihr Agent war die Western Vaudeville Managers' Association, der sie auf Messen im Westen der USA anmeldete. Sie absolvierte Stunts unter anderem für die Lord Motor Car Company, sowie für verschiedene Immobilienausstellungen und Auktionen, darunter John P. Mills Real Estate. Sie hatte eine Rolle in der 1925 veröffentlichten Westernserie The Fighting Ranger. Während der Dreharbeiten verletzte sie sich schwer, als sie vom Pferd fiel. Geplant waren weitere Filme, zu denen es jedoch wegen ihres tödlichen Unfalls nicht mehr kam.